# Коламбия-Пойнт
Коламбия-Пойнт (англ. Columbia Point) — несамостоятельная горная вершина в хребте Сангре-де-Кристо Скалистых гор Северной Америки. Считается одной из вершин горы Кит-Карсон. Входит в группу гор Крестоны, наряду с Крестон-Пиком, Крестон-Нидл, Гумбольдт Пиком и основной для Коламбия-Пойнт горой, Кит-Карсон. Вершина, высотой 4255 метров расположена приблизительно в 9 километрах восточнее городка Крестон в округе Савоч, штат Колорадо, США.
Неофициально вершина была известна как Кэт Карсон (англ. Kat Carson), но в 2003 году получила официальное название «Коламбия-Пойнт» в честь семи космонавтов, которые погибли, когда Шаттл Колумбия распался при входе в атмосферу 1 февраля 2003 года.

## Мемориал
Геологическая служба США утвердила название «Коламбия-Пойнт» в июне 2003 года. 7 августа 2003 года, группой лиц, состоящей из членов семьи погибших, друзей, космонавтов и альпинистов, на вершине была установлена мемориальная доска. Мемориал освятили, над ним, в воинском приветствии (англ. Missing man formation), пролетели несколько F-16.
Из речи министра внутренних дел США Гейл Энн Нортон :

«Сегодня мы называем вершину в горах Сангр де Кристо, Колорадо в честь космического корабля Колумбия. Семеро смелых космонавтов погибли во время его последней миссии 1 февраля 2003 года. Коламбия-Пойнт подходящая честь для последнего путешествия этого шаттла. Те, кто бороздит космос, в ближайшие дни могут пристально посмотреть на Землю и знать, что Коламбия-Пойнт тут для благородной миссии. Вершина выглядит до небес, и это позволяет нам ещё раз поблагодарить наших героев, которые взлетели высоко над горами, путешествовали выше неба — и будут жить в нашей памяти вечно.».
Оригинальный текст (англ.)“Today, we name a point in the Sangre de Cristo Mountains of Colorado in honor of the Space Shuttle Columbia. Seven brave astronauts perished during her final mission on February 1, 2003. Columbia Point is an appropriate honor for this shuttle's last voyage. Those who explore space in the days ahead may gaze back at Earth - and know that Columbia Point is there to commend a noble mission. The point looks up to the heavens and it allows us, once again, to thank our heroes who soared far beyond the mountain, traveled past the sky -- and live on in our memories forever.”

Мемориальная доска гласит:

COLUMBIA POINT, 13,980'

В память об экипаже шаттла Колумбия

Тех семерых, что погибли, приняв риск,

Расширив горизонты человеческого познания

1 февраля, 2003

"Человечество было невежественным до тех пор,

пока наш мир не был вдохновлён открытиями

и жаждой к познанию.  Ваше

путешествие в космос будет продолжено."

Президент Джордж Буш 

Оригинальный текст:

COLUMBIA POINT, 13,980'

In Memory of the Crew of Shuttle Columbia

Seven who died accepting the risk,

Expanding humankind's horizons

February 1, 2003

"Mankind is led into the darkness beyond

our world by the inspiration of discovery

and the longing to understand.  Our

journey into space will go on."

President George W. Bush